# 林肯·斯蒂芬斯

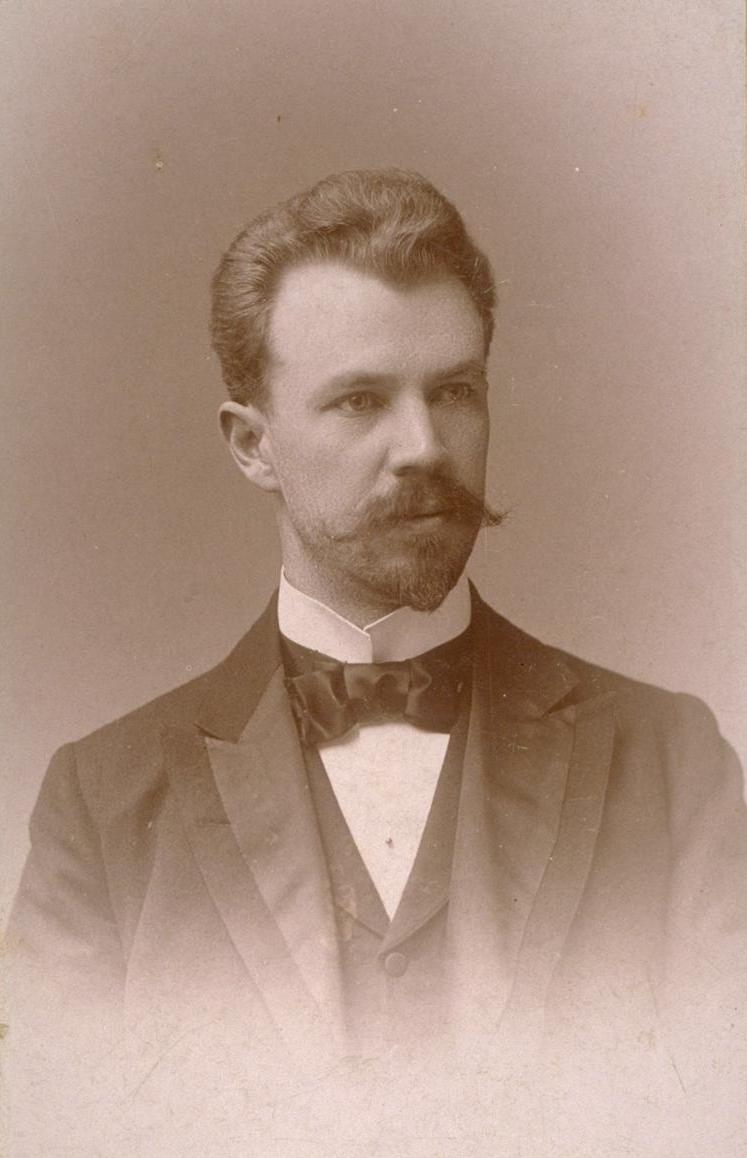
1894的斯蒂芬斯

林肯·斯蒂芬斯（英語：Lincoln Steffens，1866年4月6日—1936年8月9日），美國記者，作家。

## 生平
斯蒂芬斯於1866年4月6日出生於舊金山，並在加州沙加緬度長大。他生長在一個富裕的家庭，並就學於軍校。從加州大學畢業後他曾在法國和德國學習了一陣子。
之後斯蒂芬斯成為紐約郵報的記者。他後來成為 McClure雜誌的主編，並與Ida Tarbell及Ray Stannard Baker组成了著名的扒糞記者三人組。他專門調查政府和政治腐敗，並出版兩本著作集，分別為《城市之恥》（1902年）和《自治政府的鬥爭》（1906年）他還寫了《叛徒之州》，批評新澤西州政府支持公司的行動。 1906年，他與 Tarbell和Baker一起離開 McClure雜誌，並創办《美國雜誌》。
在《城市之恥》中，斯蒂芬斯設法呼籲美國人在城市裡做出政治改革。他試圖以腐敗城市政府為例挑起人民的憤慨。
1910年，他報導了墨西哥革命，並開始視革命為改革之路。在1919年3月，他陪同一個低級別的國務院官員威廉·布利特，在為期三週的訪問蘇聯的革命性變革的過程中，親眼目睹了一個混亂的社會。他寫道，“蘇維埃俄羅斯是一個循序漸進的計劃的革命政府”，經久不衰的“邪惡的臨時狀況，這是容忍的希望和計劃。”